# Kaffesurrogatfabriken Danmark
 For alternative betydninger, se Danmark (flertydig). (Se også artikler, som begynder med Danmark)
Kaffesurrogatfabriken Danmark A/S, også kendt som Danmarks, var en dansk kaffeerstatningsfabrik. Den var den ene af de to markedsledende fabrikker, hvor den konkurrerende fabrik var De Danske Cichoriefabriker med produktet Rich's. Fabrikken var kendt for en parodi på Rich's slogan: "Det er Rich's der drikk's – det er Danmarks der du'r".
Firmaet blev grundlagt i 1902 som aktieselskab som et resultat af et samarbejde mellem købmænd og urtekræmmere i provinsen. Fabrikken lå oprindeligt på Fabriksvej i Hedehusene, men blev senere flyttet til den tidligere Globus-fabrik på Grundtvigsvej 13 på Frederiksberg.
Modsat de fleste andre producenter af kaffeerstatning (men ikke Rich's), anvendte Danmarks ikke mælkebøtte i kaffetilsætningen, men derimod cikorierødder og sukkerroer, og tilsætningen blev presset i farvet karduspapir, som senere gav produktet sit kaldenavn "kardusen". Under 1. og 2. verdenskrig var det stort set umuligt at få rigtig kaffe, så fabrikken gik fra at lave tilsætningsprodukt til kaffe, til at producere den berømte "Solo"-kaffe, som kunne drikkes ren. I 1960'erne, da den almindelige dansker fik råd til ægte kaffe, kunne kaffesurrogatfabrikken ikke længere bevare sin plads på markedet, og i 1970 lukkede fabrikken efter at produktionen var stoppet året forinden.
Ligesom Rich's puttede Danmarks samlemærker i æskerne med kaffesurrogat og udgav samlealbum til mærkerne. Albummet En tur i Zoologisk Have var det sidste fra A/S Kaffesurrogatfabrikken Danmark. Helt frem til lukningen holdt fabrikken trit med Rich's billedserier og album.
Aktiekapitalen var i året 1950 på ½ mio. kr.
Den første bestyrelse bestod af seks medlemmer med C.E.A. Munch som formand. Virksomheden lededes af bestyrelsen indtil 1912; i 1912 tiltrådte H.L.A. Petersen (10. november 1876 – 1933) som direktør og bestyrelsesformand. Efter hans død overtoges direktionen af hans søn, Poul Drewes (f. 1903). Bestyrelsen bestod i 1950 af direktør A.H.F. Jørgensen, der var formand, samt direktøren, ovennævnte Poul Drewes og fru J.E. Petersen.